# Набас (Каталонія)
Наба́с (кат. Navàs) - муніципалітет, розташований в Автономній області Каталонія, в Іспанії. Код муніципалітету за номенклатурою Інституту статистики Каталонії - 81419. Знаходиться у районі (кумарці) Бажас (коди району - 07 та BG) провінції Барселона, згідно з новою адміністративною реформою перебуватиме у складі Баґарії (округи) Центральна Каталонія. 

## Населення
Населення міста (у 2007 р.) становить 5.959 осіб (з них менше 14 років - 14,2%, від 15 до 64 - 65,3%, понад 65 років - 20,5%). У 2006 р. народжуваність склала 54 особи, смертність - 59 осіб, зареєстровано 20 шлюбів. У 2001 р. активне населення становило 2.605 осіб, з них безробітних - 237 осіб.

Серед осіб, які проживали на території міста у 2001 р., 4.342 народилися в Каталонії (з них 2.981 особа у тому самому районі, або кумарці), 937 осіб приїхало з інших областей Іспанії, а 156 осіб приїхало з-за кордону. 

Університетську освіту має 7,6% усього населення. 

У 2001 р. нараховувалося 1.932 домогосподарства (з них 17,9% складалися з однієї особи, 27,1% з двох осіб,25,9% з 3 осіб, 19,4% з 4 осіб, 6,7% з 5 осіб, 1,8% з 6 осіб, 0,8% з 7 осіб, 0,3% з 8 осіб і 0,2% з 9 і більше осіб).

Активне населення міста у 2001 р. працювало у таких сферах діяльності : у сільському господарстві - 3,2%, у промисловості - 37,1%, на будівництві - 17,7% і у сфері обслуговування - 42,1%. 

 У муніципалітеті або у власному районі (кумарці) працює 1.786 осіб, поза районом - 1.191 особа.

### Доходи населення
У 2002 р. доходи населення розподілялися таким чином :
| \| Доходи населення за статтями доходів \| Доходи населення за статтями доходів \| Доходи населення за статтями доходів \| \| Рік \| 2002 р. \| 2001 р. \| \| ------------------------------------ \| ------------------------------------ \| ------------------------------------ \| \| Заробітна платня \| 49,6% \| 52,2% \| \| Доходи від ведення бізнесу \| 27,2% \| 24,8% \| \| Соціальна допомога \| 23,2% \| 23% \| |         |         |
| Доходи населення за статтями доходів |         |         |
| Рік | 2002 р. | 2001 р. |
| Заробітна платня | 49,6%   | 52,2%   |
| Доходи від ведення бізнесу | 27,2%   | 24,8%   |
| Соціальна допомога | 23,2%   | 23%     |

### Безробіття
У 2007 р. нараховувалося 229 безробітних (у 2006 р. - 241 безробітний), з них чоловіки становили 25,3%, а жінки - 74,7%.

## Економіка
У 1996 р. валовий внутрішній продукт розподілявся по сферах діяльності таким чином :
| \| Валовий внутрішній продукт \| Валовий внутрішній продукт \| Валовий внутрішній продукт \| \| Рік \| 1996 р. \| 1991 р. \| \| -------------------------- \| -------------------------- \| -------------------------- \| \| Сільське господарство \| 5,1% \| 3,4% \| \| Промисловість \| 26,4% \| 41,3% \| \| Будівництво \| 22,5% \| 17,2% \| \| Послуги \| 45,9% \| 38% \| |         |         |
| Валовий внутрішній продукт |         |         |
| Рік | 1996 р. | 1991 р. |
| Сільське господарство | 5,1%    | 3,4%    |
| Промисловість | 26,4%   | 41,3%   |
| Будівництво | 22,5%   | 17,2%   |
| Послуги | 45,9%   | 38%     |

### Підприємства міста

#### Промислові підприємства
| \| Промислові підприємства міста, за сферою діяльності \| Промислові підприємства міста, за сферою діяльності \| Промислові підприємства міста, за сферою діяльності \| \| Рік \| 2002 р. \| 2001 р. \| \| --------------------------------------------------- \| --------------------------------------------------- \| --------------------------------------------------- \| \| Енергетичні та водні ресурси \| 2,5% \| 3,4% \| \| Хімія та метали \| 0% \| 0% \| \| Переробка металів \| 42,5% \| 43,2% \| \| Продукти харчування \| 11,2% \| 11,4% \| \| Текстиль \| 20% \| 19,3% \| \| Виробництво меблів, видання \| 18,8% \| 18,2% \| \| Інше \| 5% \| 4,5% \| \| Усього підприємств \| 80 \| 88 \| |         |         |
| Промислові підприємства міста, за сферою діяльності |         |         |
| Рік | 2002 р. | 2001 р. |
| Енергетичні та водні ресурси | 2,5%    | 3,4%    |
| Хімія та метали | 0%      | 0%      |
| Переробка металів | 42,5%   | 43,2%   |
| Продукти харчування | 11,2%   | 11,4%   |
| Текстиль | 20%     | 19,3%   |
| Виробництво меблів, видання | 18,8%   | 18,2%   |
| Інше | 5%      | 4,5%    |
| Усього підприємств | 80      | 88      |

#### Роздрібна торгівля
| \| Підприємства роздрібної торгівлі міста, за сферою діяльності \| Підприємства роздрібної торгівлі міста, за сферою діяльності \| Підприємства роздрібної торгівлі міста, за сферою діяльності \| \| Рік \| 2002 р. \| 2001 р. \| \| ------------------------------------------------------------ \| ------------------------------------------------------------ \| ------------------------------------------------------------ \| \| Продукти харчування \| 33,3% \| 33% \| \| Одяг та взуття \| 18,2% \| 17,5% \| \| Товари для дому \| 18,2% \| 17,5% \| \| Книги та періодичні видання \| 1% \| 1% \| \| Промислова хімічна продукція \| 10,1% \| 10,7% \| \| Продукція, пов'язана з транспортними засобами \| 4% \| 4,9% \| \| Інше \| 15,2% \| 15,5% \| \| Усього підприємств \| 99 \| 103 \| |         |         |
| Підприємства роздрібної торгівлі міста, за сферою діяльності |         |         |
| Рік | 2002 р. | 2001 р. |
| Продукти харчування | 33,3%   | 33%     |
| Одяг та взуття | 18,2%   | 17,5%   |
| Товари для дому | 18,2%   | 17,5%   |
| Книги та періодичні видання | 1%      | 1%      |
| Промислова хімічна продукція | 10,1%   | 10,7%   |
| Продукція, пов'язана з транспортними засобами | 4%      | 4,9%    |
| Інше | 15,2%   | 15,5%   |
| Усього підприємств | 99      | 103     |

#### Сфера послуг
| \| Підприємства міста, що працюють у сфері послуг, за діяльністю \| Підприємства міста, що працюють у сфері послуг, за діяльністю \| Підприємства міста, що працюють у сфері послуг, за діяльністю \| \| Рік \| 2002 р. \| 2001 р. \| \| ------------------------------------------------------------- \| ------------------------------------------------------------- \| ------------------------------------------------------------- \| \| Гуртова торгівля \| 10,1% \| 11,2% \| \| Готелі та готельний бізнес \| 16% \| 15,5% \| \| Транспорт та зв'язок \| 19,7% \| 19,8% \| \| Посередницькі фінансові послуги \| 3,2% \| 3,2% \| \| Послуги підприємствам \| 9,6% \| 7,5% \| \| Послуги фізичним особам \| 30,3% \| 31% \| \| Нерухомість та ін. \| 11,2% \| 11,8% \| \| Усього підприємств \| 188 \| 187 \| |         |         |
| Підприємства міста, що працюють у сфері послуг, за діяльністю |         |         |
| Рік | 2002 р. | 2001 р. |
| Гуртова торгівля | 10,1%   | 11,2%   |
| Готелі та готельний бізнес | 16%     | 15,5%   |
| Транспорт та зв'язок | 19,7%   | 19,8%   |
| Посередницькі фінансові послуги | 3,2%    | 3,2%    |
| Послуги підприємствам | 9,6%    | 7,5%    |
| Послуги фізичним особам | 30,3%   | 31%     |
| Нерухомість та ін. | 11,2%   | 11,8%   |
| Усього підприємств | 188     | 187     |

## Житловий фонд
У 2001 р. 4,2% усіх родин (домогосподарств) мали житло метражем до 59 м2, 38,8% - від 60 до 89 м2, 43% - від 90 до 119 м2 і
13,9% - понад 120 м2.

З усіх будівель у 2001 р. 20% було одноповерховими, 40,5% - двоповерховими, 31,5
% - триповерховими, 4,6% - чотириповерховими, 2,2% - п'ятиповерховими, 0,7% - шестиповерховими,
0,1% - семиповерховими, 0,3% - з вісьмома та більше поверхами.

## Автопарк
| \| Автомобілі, зареєстровані у місті, за призначенням \| Автомобілі, зареєстровані у місті, за призначенням \| Автомобілі, зареєстровані у місті, за призначенням \| \| Рік \| 2006 р. \| 2005 р. \| \| -------------------------------------------------- \| -------------------------------------------------- \| -------------------------------------------------- \| \| Приватні автомобілі \| 66,4% \| 66,9% \| \| Мотоцикли \| 5,8% \| 5,5% \| \| Вантажівки \| 21,4% \| 21,1% \| \| Трактори \| 0,5% \| 0,7% \| \| Автобуси та ін. \| 5,9% \| 5,8% \| \| Усього автомобілів \| 4.523 шт. \| 4.338 шт. \| |           |           |
| Автомобілі, зареєстровані у місті, за призначенням |           |           |
| Рік | 2006 р.   | 2005 р.   |
| Приватні автомобілі | 66,4%     | 66,9%     |
| Мотоцикли | 5,8%      | 5,5%      |
| Вантажівки | 21,4%     | 21,1%     |
| Трактори | 0,5%      | 0,7%      |
| Автобуси та ін. | 5,9%      | 5,8%      |
| Усього автомобілів | 4.523 шт. | 4.338 шт. |

## Вживання каталанської мови
У 2001 р. каталанську мову у місті розуміли 97,7% усього населення (у 1996 р. - 98,7%), вміли говорити нею 84,1% (у 1996 р. - 
91,1%), вміли читати 82% (у 1996 р. - 83,1%), вміли писати 64,2
% (у 1996 р. - 57,6%). Не розуміли каталанської мови 2,3%.

## Політичні уподобання
У виборах до Парламенту Каталонії у 2006 р. взяло участь 2.946 осіб (у 2003 р. - 3.217 осіб). Голоси за політичні сили розподілилися таким чином:
| \| Вибори до Парламенту Каталонії \| Вибори до Парламенту Каталонії \| Вибори до Парламенту Каталонії \| \| Рік \| 2006 р. \| 2003 р. \| \| -------------------------------------- \| ------------------------------ \| ------------------------------ \| \| Конвергенція та Єднання (CiU) \| 46,8% \| 49,3% \| \| Соціалістична партія Каталонії (PSC) \| 21,7% \| 20,7% \| \| Народна партія (PP) \| 4,7% \| 4% \| \| Ініціатива за зелену Каталонію (IC) \| 4,8% \| 2,7% \| \| Республіканська лівиця Каталонії (ERC) \| 20% \| 22,5% \| \| Громадянська партія (C's) \| 0,4% \| 0% \| \| Інші \| 1,7% \| 0,8% \| |         |         |
| Вибори до Парламенту Каталонії |         |         |
| Рік | 2006 р. | 2003 р. |
| Конвергенція та Єднання (CiU) | 46,8%   | 49,3%   |
| Соціалістична партія Каталонії (PSC) | 21,7%   | 20,7%   |
| Народна партія (PP) | 4,7%    | 4%      |
| Ініціатива за зелену Каталонію (IC) | 4,8%    | 2,7%    |
| Республіканська лівиця Каталонії (ERC) | 20%     | 22,5%   |
| Громадянська партія (C's) | 0,4%    | 0%      |
| Інші | 1,7%    | 0,8%    |

У муніципальних виборах у 2007 р. взяло участь 3.195 осіб (у 2003 р. - 3.378 осіб). Голоси за політичні сили розподілилися таким чином:
| \| Муніципальні вибори \| Муніципальні вибори \| Муніципальні вибори \| \| Рік \| 2007 р. \| 2003 р. \| \| -------------------------------------- \| ------------------- \| ------------------- \| \| Конвергенція та Єднання (CiU) \| 38,3% \| 55,6% \| \| Соціалістична партія Каталонії (PSC) \| 15,5% \| 16,5% \| \| Народна партія (PP) \| 0% \| 1,8% \| \| Ініціатива за зелену Каталонію (IC) \| 0% \| 0% \| \| Республіканська лівиця Каталонії (ERC) \| 27,9% \| 26,1% \| \| Громадянська партія (C's) \| 0% \| 0% \| \| Інші \| 18,2% \| 0% \| |         |         |
| Муніципальні вибори |         |         |
| Рік | 2007 р. | 2003 р. |
| Конвергенція та Єднання (CiU) | 38,3%   | 55,6%   |
| Соціалістична партія Каталонії (PSC) | 15,5%   | 16,5%   |
| Народна партія (PP) | 0%      | 1,8%    |
| Ініціатива за зелену Каталонію (IC) | 0%      | 0%      |
| Республіканська лівиця Каталонії (ERC) | 27,9%   | 26,1%   |
| Громадянська партія (C's) | 0%      | 0%      |
| Інші | 18,2%   | 0%      |